# 拉斐特夫人

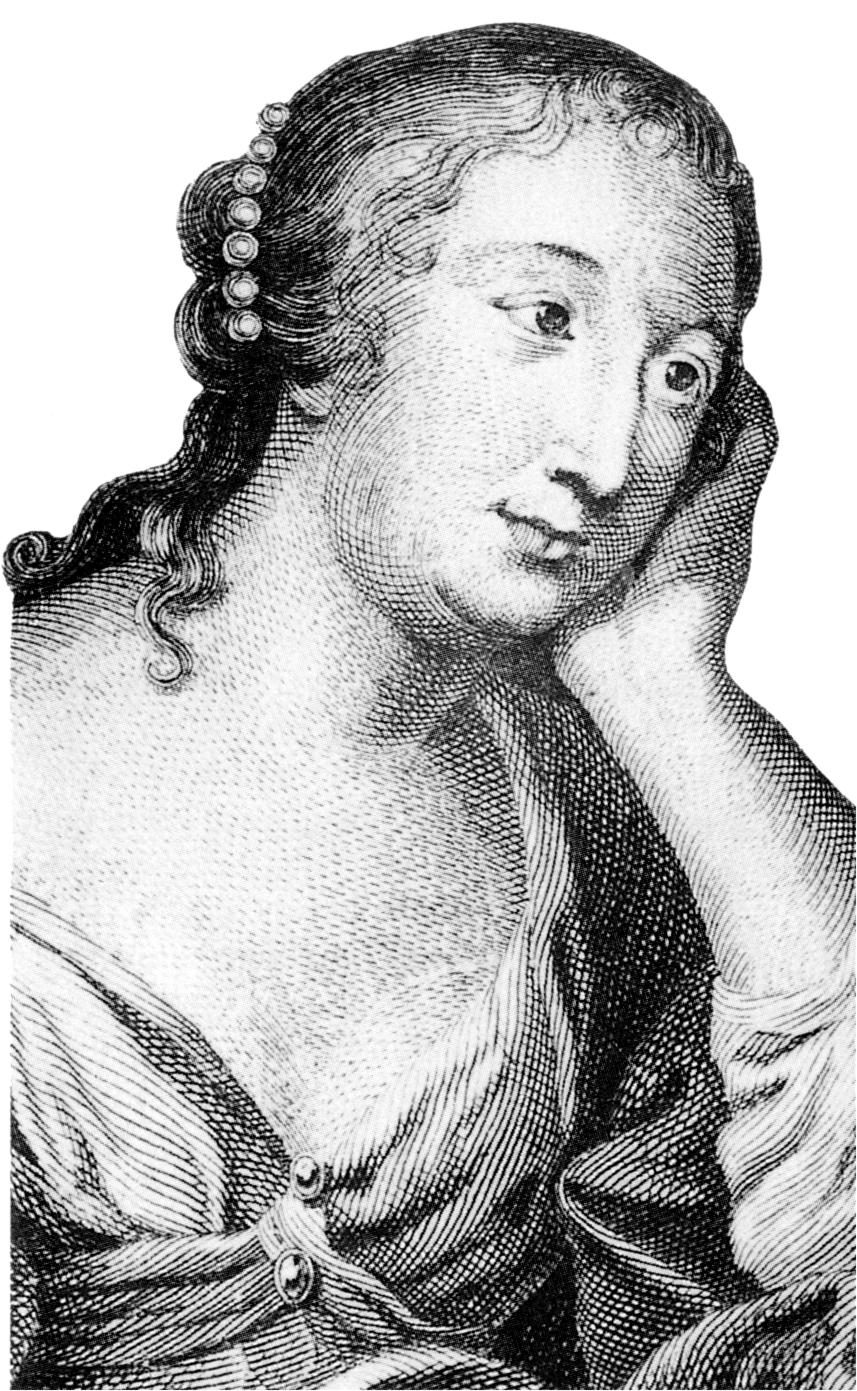

拉斐特夫人，也译为拉法耶特夫人（法語：Madame de La Fayette，1634年3月18日—1693年5月15日），法國小說家。其作品《克萊芙王妃》被奉為法國首部歷史小說，並開心理小說先河。 
出身巴黎望族，受過良好教育。22歲出嫁，育有兩子。為沙龍常客，1662年出版首部小說，1678年《克萊芙王妃》面世。文友包括拉羅什富科、塞維涅夫人。